# Iver Munk
Iver Munk (død 1539) var en dansk biskop. Han var bror til Mogens Olufsen Munk.
Munk blev 1497 magister og kannik i Ribe. År 1499 blev han biskop i samme by. Han tilhørte oppositionen mod Christian 2. og havde stærke holstenske forbindelse. Han var også med til at indsætte Frederik 1. i stedet. Den nye konge var dog fortaler for reformationen, hvilket Munk var imod. Ved Frederiks død og indsættelse af Christian 3. var Munk stadig i opposition til kongemagten, og var således med til Grevens Fejde.